# Kernkraftwerk Lemóniz
Das Kernkraftwerk Lemóniz (spanisch Central nuclear de Lemóniz) sollte aus zwei Westinghouse-Druckwasserreaktoren bestehen und wurde ab 1974 nahe der Stadt Lemóniz in der Autonomen Gemeinschaft Baskenland errichtet. Der Bau wurde nach Protesten eingestellt.

## Geschichte
Der Bau des Kraftwerkes begann am 1. März 1974 durch das private Energieunternehmen Iberduero, ohne dass zuvor irgendeine Erlaubnis eingeholt und ohne dass Sicherheitsmaßnahmen geprüft worden wären. Beide Blöcke hätten eine Bruttoleistung von 930 MW und eine Nettoleistung von 883 MW gehabt. Heutiger Eigentümer ist die Iberdrola S.A.
Drei Jahre nach Baubeginn, aber noch im Baustadium, griff die Terrorgruppe ETA das Kraftwerk mit Waffengewalt an. Dabei starb bei einer Zündung auf dem Gebäudedach eines der Reaktoren der Chefingenieur des Projektes. Ein Jahr später wurde am 8. März 1978 eine Bombe im Dampferzeugerraum gezündet. Die Bombe verursachte den Tod von zwei Arbeitern, 14 weitere wurden verletzt. Dabei entstand ein Schaden von zwei bis sechs Millionen Dollar. Am 13. Juni 1979 wurde eine Bombe der ETA in der Turbinenhalle gezündet. 25 Minuten nach der Bombenwarnung explodierte sie. Dabei kam ein Arbeiter ums Leben und der gesamte Turbinensatz war zerstört.
Nach den Angriffen wurde der Bau der Reaktorblöcke 1984 endgültig eingestellt. 2000 wurde die Geschichte des Kernkraftwerks von dem baskischen Künstler und späteren documenta-Teilnehmer Ibon Aranberri in der Arbeit Lights over Lemoniz thematisiert.

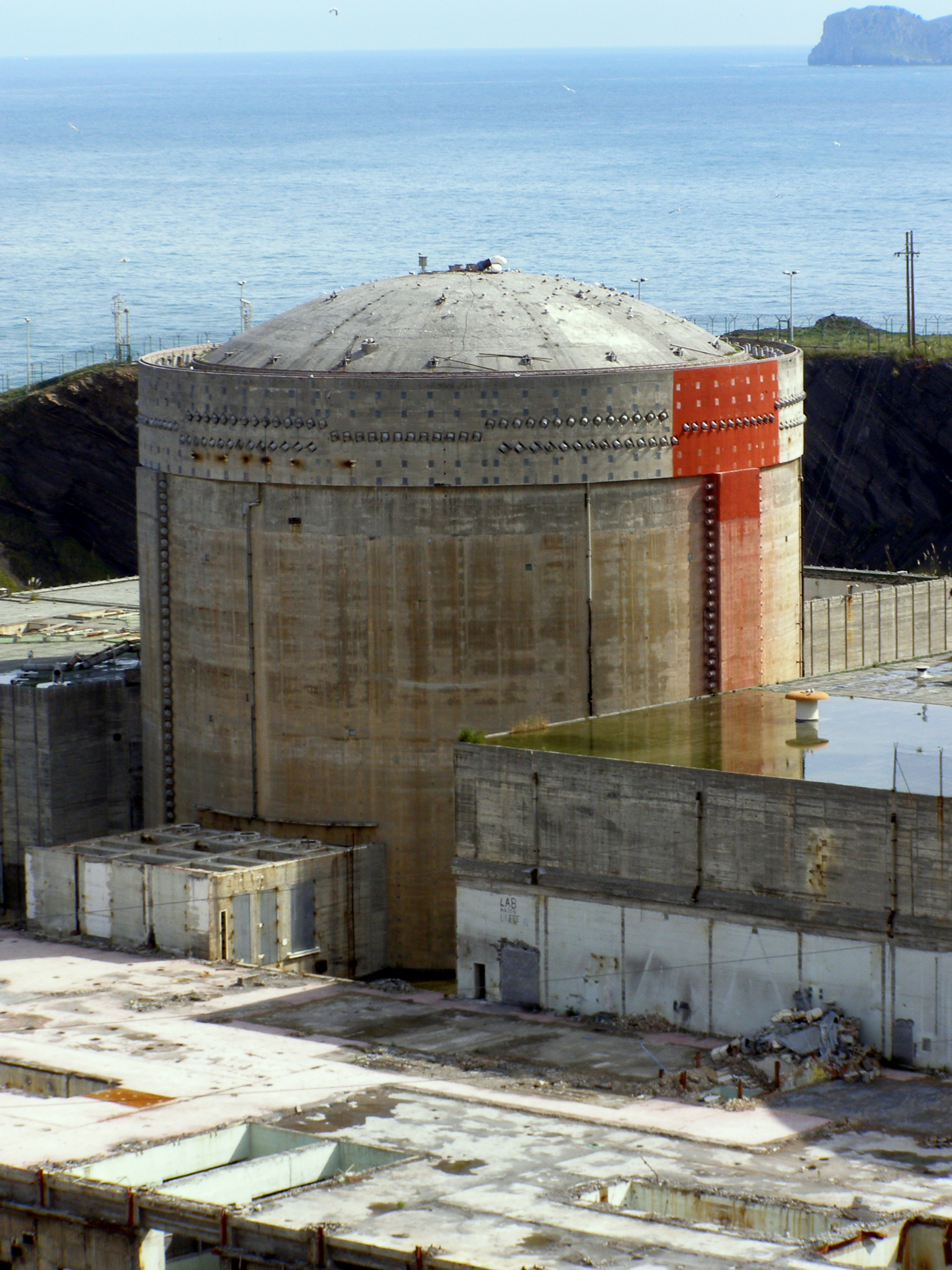
Block 1 des Kernkraftwerks
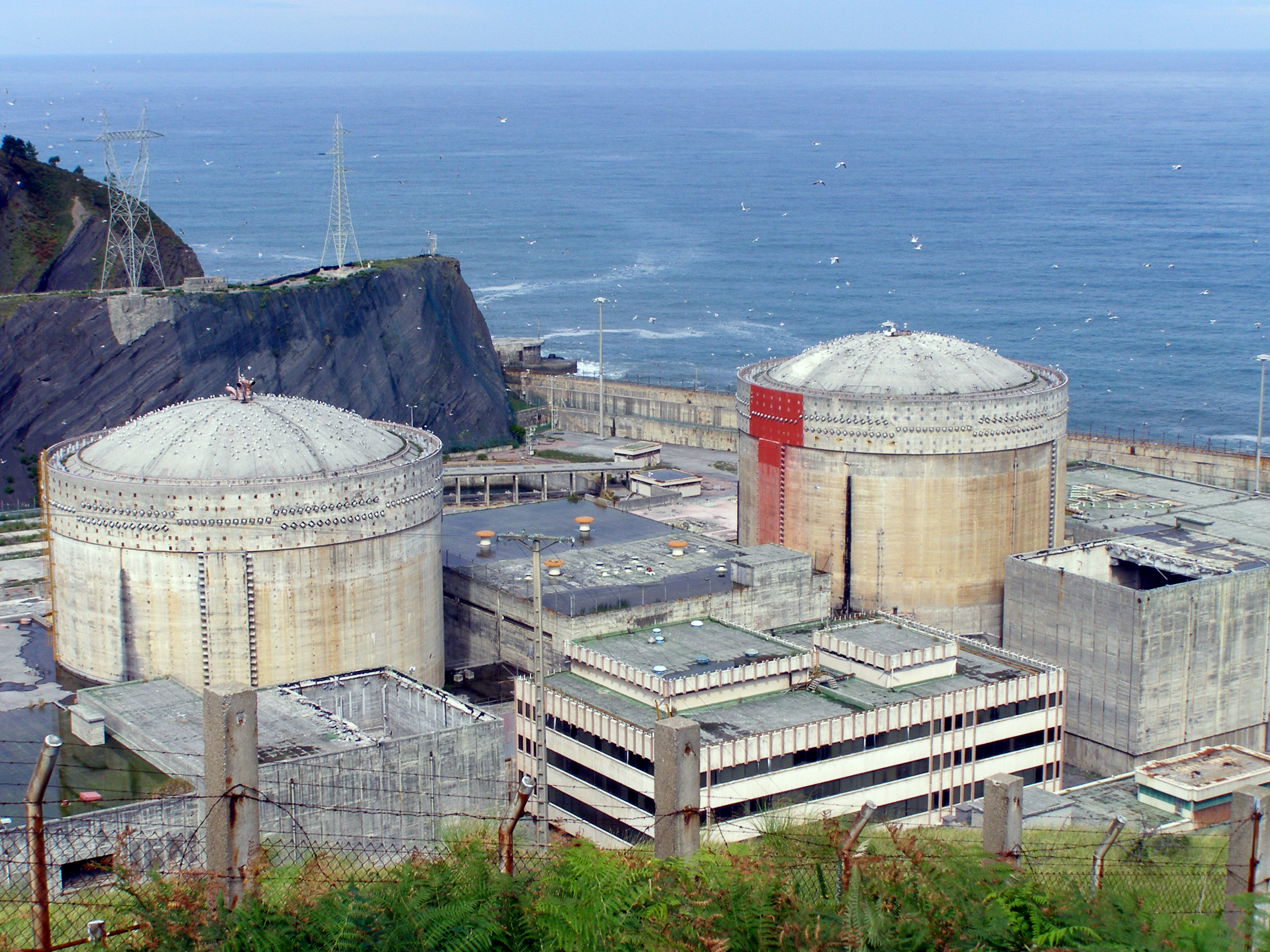
Das Kernkraftwerk
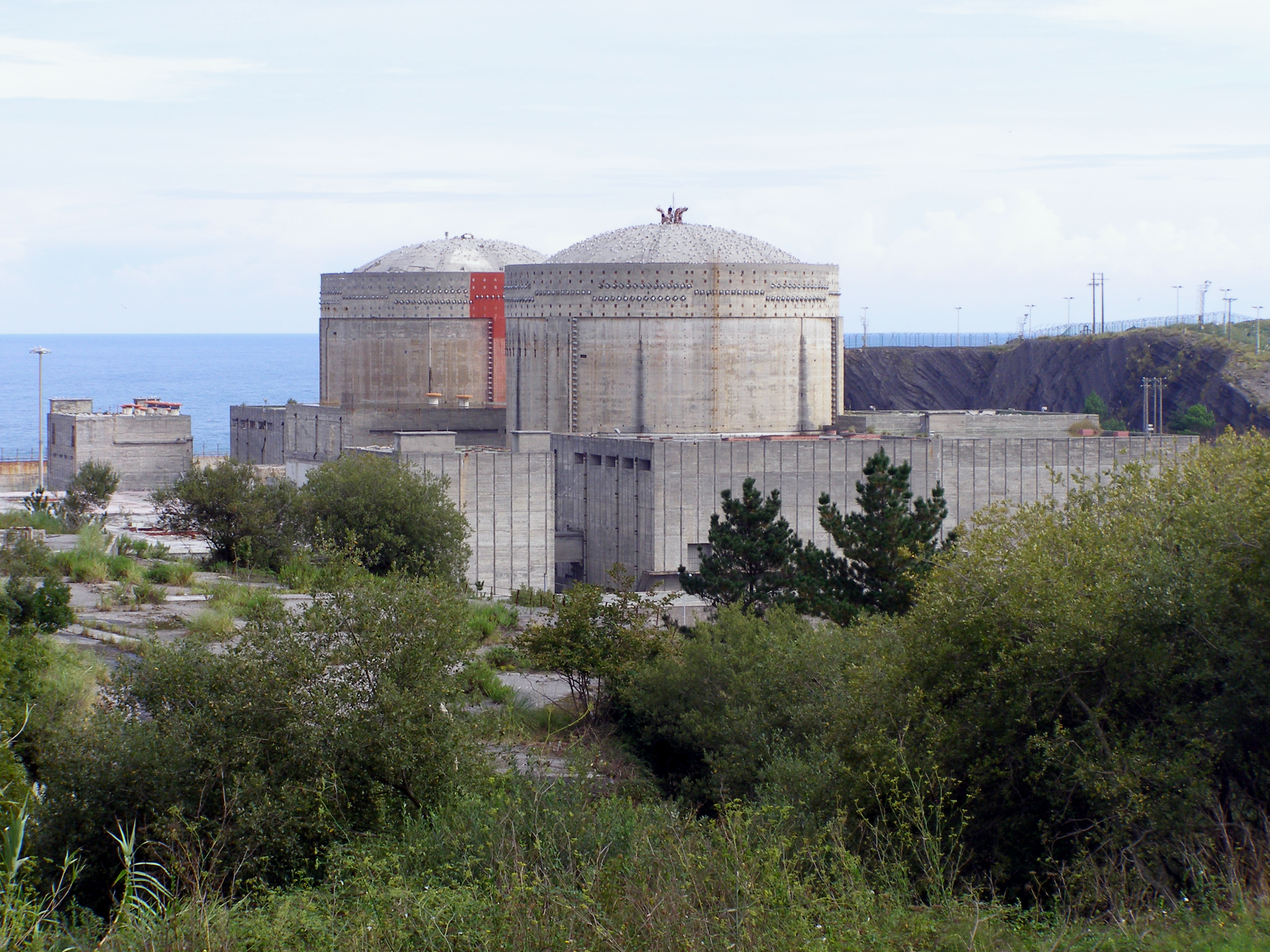
Das Kernkraftwerk
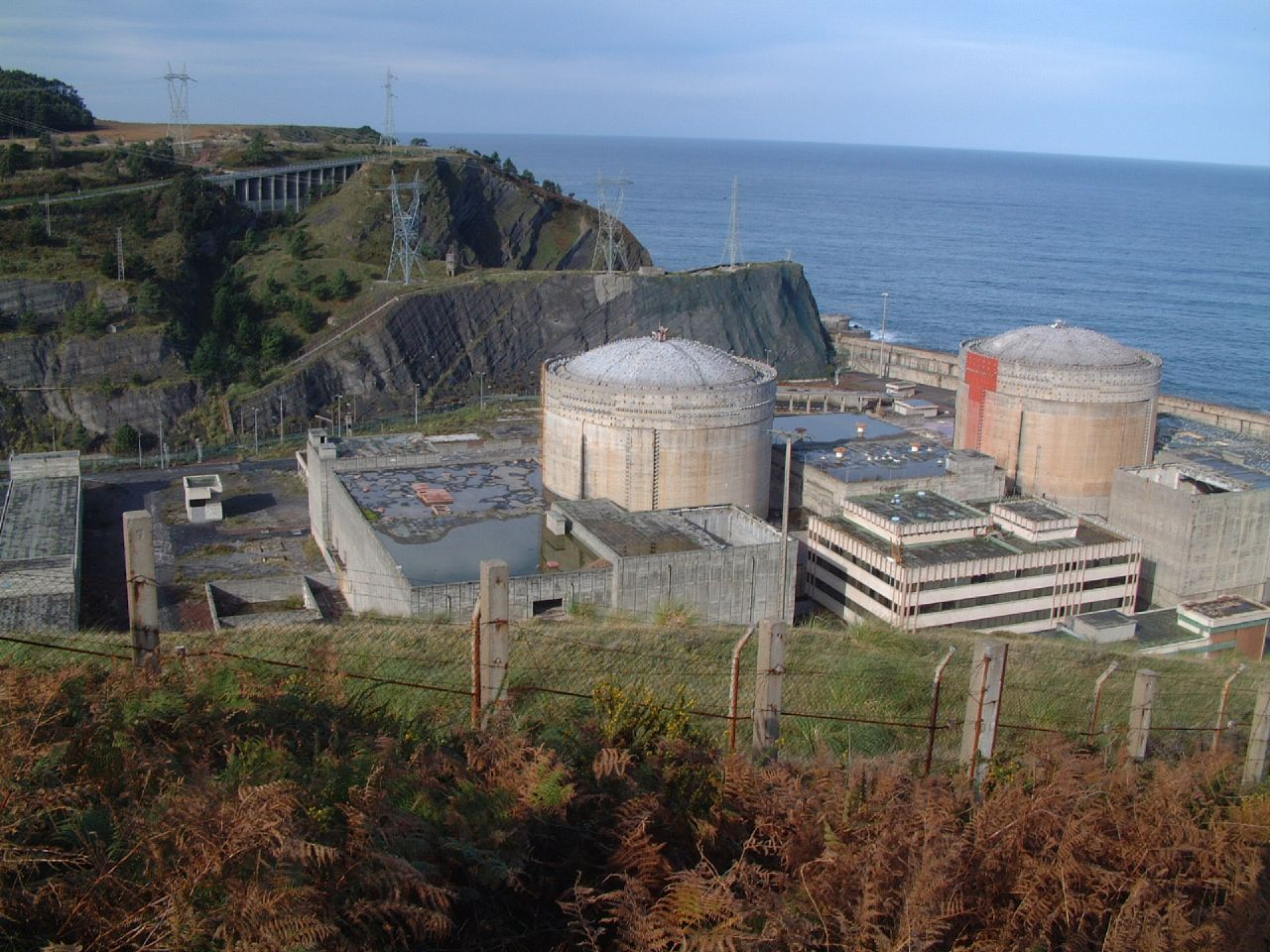
Das Kernkraftwerk

## Daten der Reaktorblöcke
Das Kernkraftwerk Lemóniz sollte zwei Blöcke bekommen:
| Reaktorblock | Reaktortyp         | Nettoleistung | Bruttoleistung | Baubeginn  | Planung eingestellt |
| ------------ | ------------------ | ------------- | -------------- | ---------- | ------------------- |
| Lemóniz-1    | Druckwasserreaktor | 883 MW        | 930 MW         | 14.03.1974 | 01.04.1984          |
| Lemóniz-2    | Druckwasserreaktor | 883 MW        | 930 MW         | 14.03.1974 | 01.04.1984          |